# Pontiac Star Chief
Der Pontiac Star Chief war ein von dem US-amerikanischen Automobilhersteller General Motors unter der Automobilmarke Pontiac gebautes Modell der oberen Mittelklasse, das von 1954 bis 1966 angeboten wurde.
Auf dem amerikanischen Markt wird das Fahrzeug der Full-Size-Klasse zugeordnet.

## Von Jahr zu Jahr

### 1954
1954 führte Pontiac zusätzlich zum Chieftain, dem für etliche Jahre einzigen Modell der Marke, den neuen Star Chief mit längerem Radstand als Spitzenmodell ein. Wie der kleinere Chieftain besaß der Star Chief eine wuchtige Pontonkarosserie, die auf der GM A-Plattform basierte, mit ausgeformten hinteren Kotflügeln und einer Motorhaube, die mit ihrem spitz zulaufenden Aufbau an die Alligatorhauben erinnerte. Die Länge wurde erreicht, indem der Rahmen im Heck des Chieftain nach der Hinterachse um rund 280 mm (11 Zoll) verlängert und mit längeren Heckblechen versehen wurde. Neues Designmerkmal des Modelljahres waren ein über die gesamte Fahrzeuglänge gezogener Speer, der am hinteren Kotflügel nach unten lief und die Radabdeckungen bis zur hinteren Stoßstange einschloss.
Ebenfalls 1954 wurden erstmals Bremskraftverstärker, elektrische Fensterheber (nur für die Vordertüren) sowie eine Klimaanlage als aufpreispflichtige Extras angeboten. Die Pontiacs von 1954 sind die ersten Serienfahrzeuge in den USA, die über eine Klimaanlage im modernen Sinne mit integrierter Steuerung verfügen. Außerdem wurde ein weitaus besser ansprechbarer und voll verstellbarer Vordersitz hinzugefügt. Neu waren auch hintere Lautsprecher des Röhrenradios und eine elektrisch ausfahrbare Teleskopantenne. Zu möglichen Extraausstattungen gehörten u. a. eine Servolenkung (134 USD) und eine Scheibenwaschanlage.
Vom Star Chief gab es zwei Ausstattungslinien. Der Star Chief Deluxe war als 2-türiges Cabriolet und als 4-türige Limousine lieferbar, der besser ausgestattete Star Chief Custom als 2-türiges Hardtop-Coupé, bei dem die B-Säule fehlte, oder 4-türige Limousine. Das Hardtop-Modell führte außerdem die Zusatzbezeichnung Catalina. Die Custom- wie Deluxe-Modelle verfügten über je sechs Sitzplätze.
Im Unterschied zum Chieftain war der Star Chief nur mit einem Achtzylinder-Reihenmotor erhältlich, der aus 4398 cm3 (268,4 in3) Hubraum eine Leistung von 122 bhp (brutto SAE-HP) (90 kW) mit manuellem Getriebe und 127 bhp (93 kW) bei 3800 min−1 mit dem Hydra-Matic-Automatikgetriebe entwickelte. Eine weitere optische Unterscheidung zum Chieftain waren die fünf statt drei „Silver Streaks“-Chromstreben auf der Motorhaube sowie die hinteren Kotflügelverblendungen der Radausschnitte. Die Star Chief-Modelle kosteten rund 200 US-Dollar mehr als vergleichbare Chieftains. Im Modelljahr entstanden 115.088 Fahrzeuge, von denen nur 571 das manuelle Getriebe hatten.

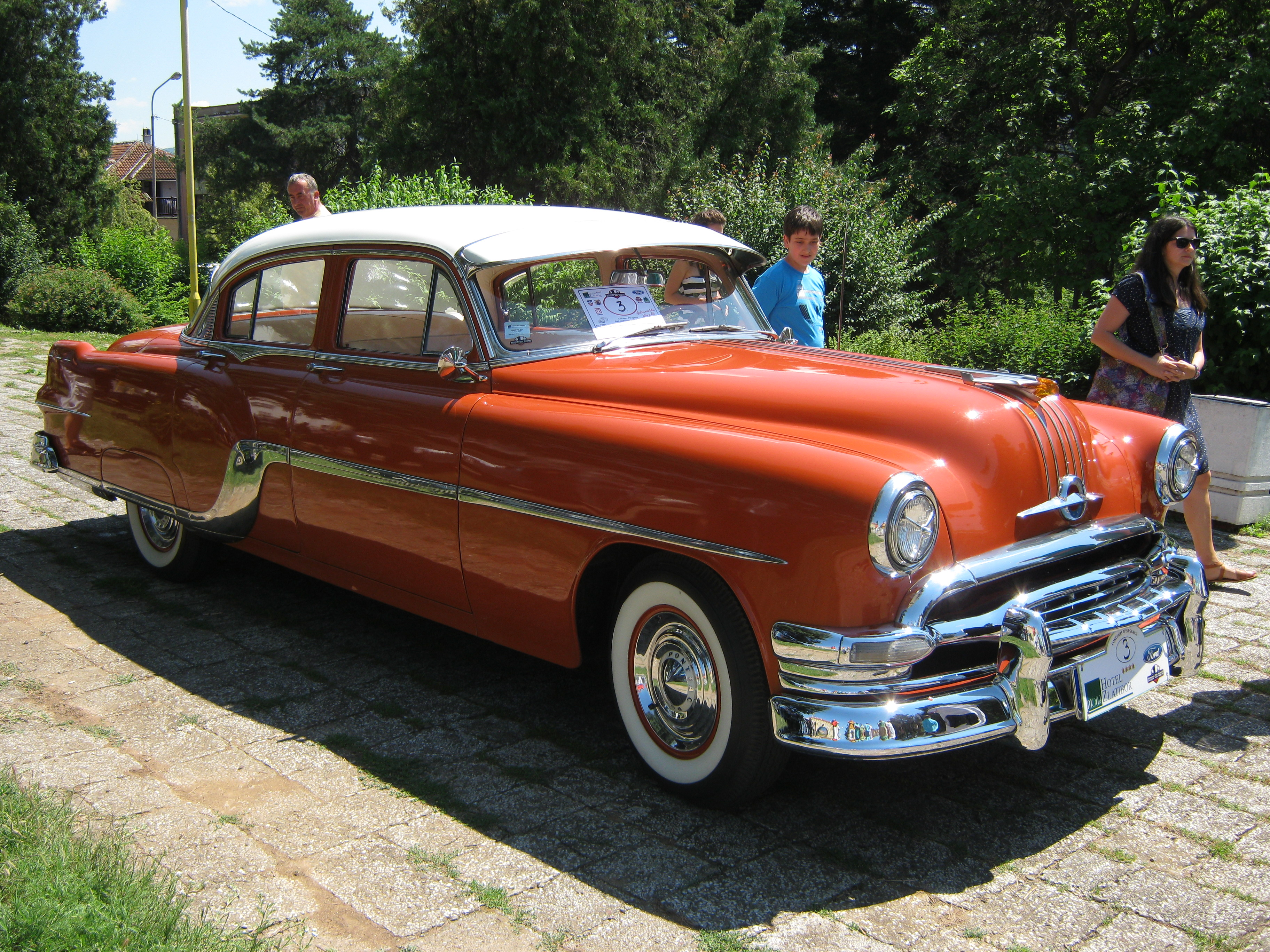
1954
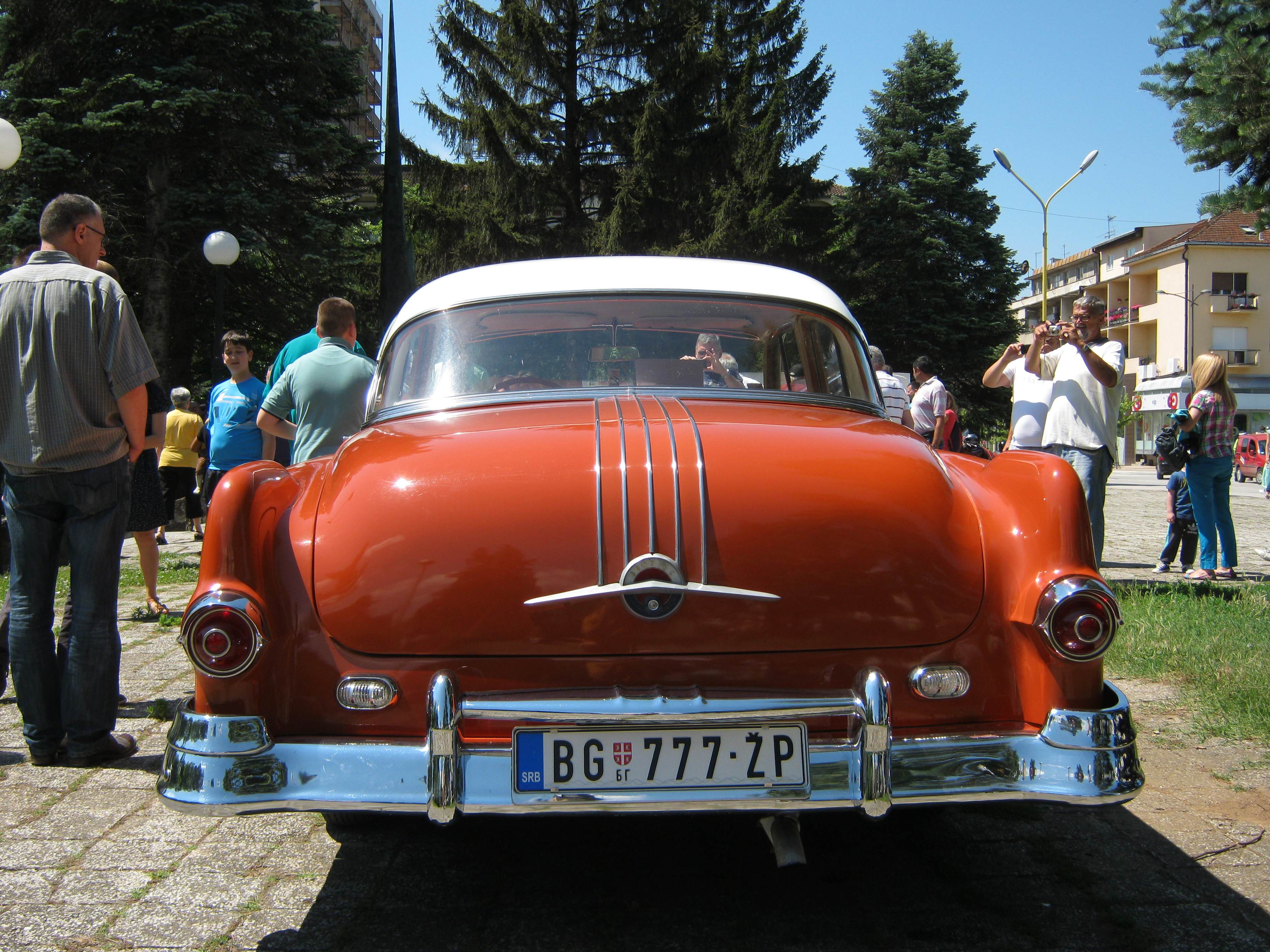
1954

### 1955–1957

#### 1955
Zum neuen Modelljahr wurde ein komplett überarbeiteter Star Chief vorgestellt. Die Wagen waren wesentlich schlanker und niedriger; die ausgeformten hinteren Kotflügel waren ebenso verschwunden wie spitz zulaufende Alligatorform der Motorhaube. Geblieben war das Haifischmaul und den Wagen wuchsen kleine Heckflossen. Auch diese Generation basierte auf der um 280 mm (11 Zoll) verlängerten A-Plattform des Chieftain. Neu waren auch die Panorama-Windschutzscheiben. Typisch für die 1955er Pontiacs ist das Design mit zwei breiten „Silver Streaks“, die über die Länge der Motorhaube laufen. Die Motorhaubenverzierung des Indianerkopfes bestand aus bernsteinfarbenem Kunststoff, der beim Einschalten der Scheinwerfer leuchtete.
Zu den aus dem Vorjahr bekannten Karosserieformen war ein 3-türiger Kombi hinzugekommen, der dem Chevrolet Nomad ähnelte und auf dem kürzeren Fahrgestell des Chieftain als Custom-Modell Serie 27 angeboten wurde. Die größte Änderung aber betraf den Antrieb: der alte, seitengesteuerte Reihenmotor war weggefallen und wurde durch einen neuen V8-Motor mit OHV-Ventilsteuerung ersetzt. Der 4706 cm3 (287,2 in3) große Motor leistete 173 bhp (127 kW) bei 4400 min−1 mit Handschaltung oder 180 bhp (132 kW) bei 4600 min−1 mit Automatik. Fast 200.000 Star Chief verließen das Werk.

#### 1956
Die Wagen bekamen raketenförmige Einsätze an den vorderen Stoßfängern und einem Schrägstrich auf der Vordertür oberhalb der Gürtellinie. Es gab als zusätzliche Karosserieform eine 4-türige Hardtop-Limousine, die in der Custom-Ausführung die bisherige Limousine ersetzte. Alle Star Chief bekamen einen größeren V8-Motor mit einem Doppel-Registervergaser, der bei 5188 cm3 (316,6 in3) Hubraum eine Leistung von 216 bzw. 227 bhp (159–167 kW) abgab. Auf Wunsch konnte der V8 in einer leistungsgesteigerten Variante geordert werden. Der Motor war mit zwei Doppel-Registervergaser bestückt und leistete 285 bhp bei einer Drehzahl von 5100 min−1 mit einem Verdichtungsverhältnis von 10 : 1. Es wurden 123.144 Star Chief mit Automatikgetriebe gebaut und nur 440 mit manuellem Getriebe.

#### 1957
Im letzten Jahr dieser Generation wurde das Design nochmals leicht überarbeitet: Die Wagen erhielten größere Heckflossen und einen farblich abgesetzten Seitenstreifen, der im Bereich der Heckflossen verbreitert war. Den Safari-Kombi der Serie 27 gab es nun wahlweise mit drei oder fünf Türen und den Star Chief Custom der Serie 28 als 4-türige Limousine, Hardtop mit zwei oder vier Türen und (nur 630 mal gefertigt) als 2-türiges Cabriolet mit der Zusatzbezeichnung Bonneville.
Der Bonneville war das luxuriöseste Star Chief Modell und kostete 5782 US-Dollar. Dafür war der Wagen aber ab Werk bereits mit einer langen Liste an Extras ausgestattet. So gehörte auch ein größerer Motor mit Einspritzanlage von Rochester dazu, welcher 315 bhp leistete und den Wagen in 8,1 Sekunden auf rund 100 km/h beschleunigte. Die Höchstgeschwindigkeit wurde mit 130 mph (ca. 210 km/h) angegeben. Weitere Serienausstattungen des Bonneville waren unter anderem eine Servolenkung, Bremskraftverstärker, ein „Strato Flight“ genanntes Automatikgetriebe, Sitzheizung, ein Radio mit elektrischer Antenne.
Der V8 im Star Chief leistete nun 244 oder 270 bhp (179 und 199 kW) und hatte einen Hubraum von 5686 cm3 (347 in3). Leistungsstärkster verfügbarer Motor war die mit drei einzelnen Registervergasern bestückte Tri-Power-Variante mit 290 bhp bei 5000 min−1. Damit beschleunigte der Wagen in 8,5 Sekunden auf knapp 100 km/h.
Insgesamt wurden knapp unter 110.000 Stück gebaut. Im Folgejahr wurde aus dem Bonneville eine eigene Modellreihe.

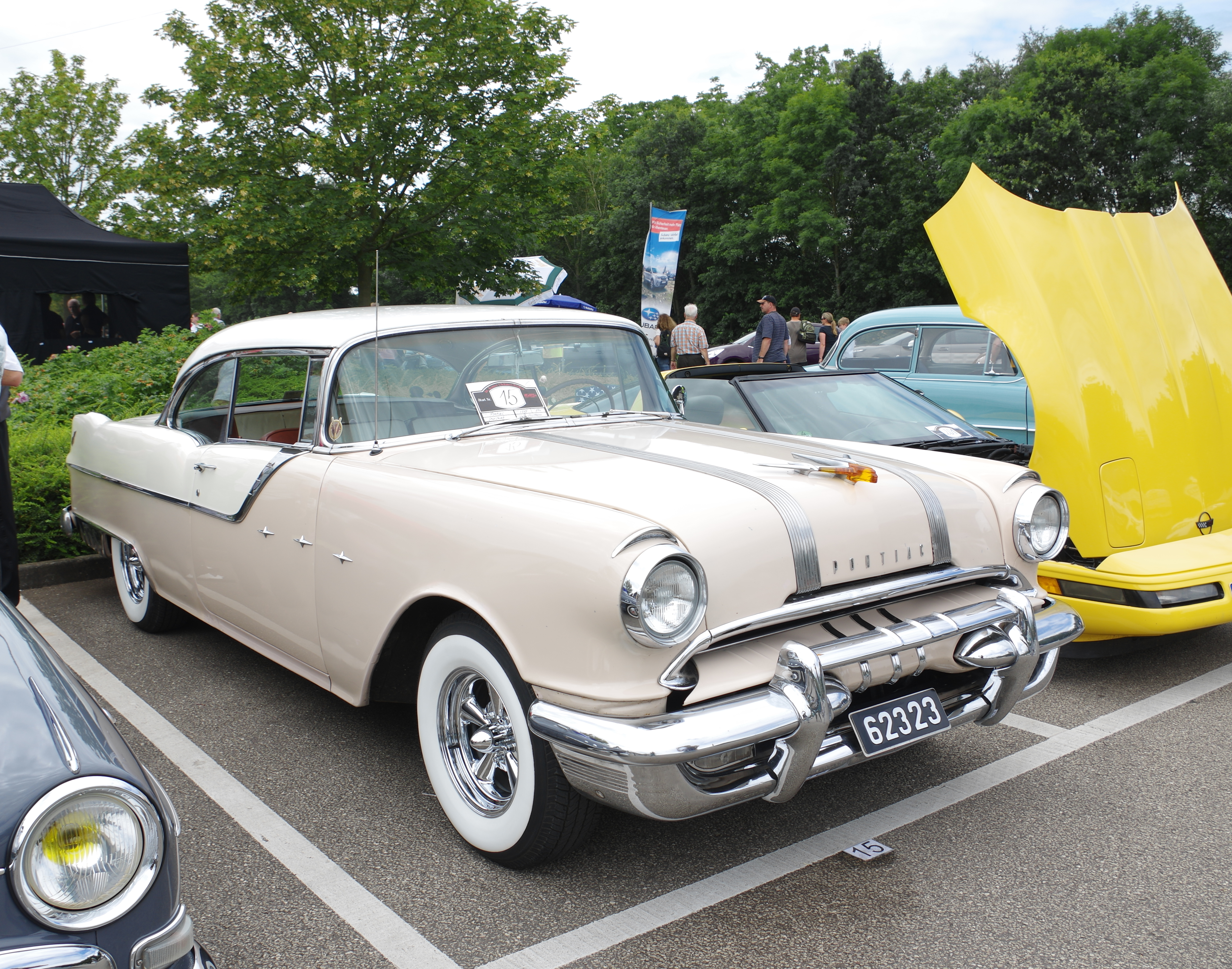
1955 Hardtop-Coupé
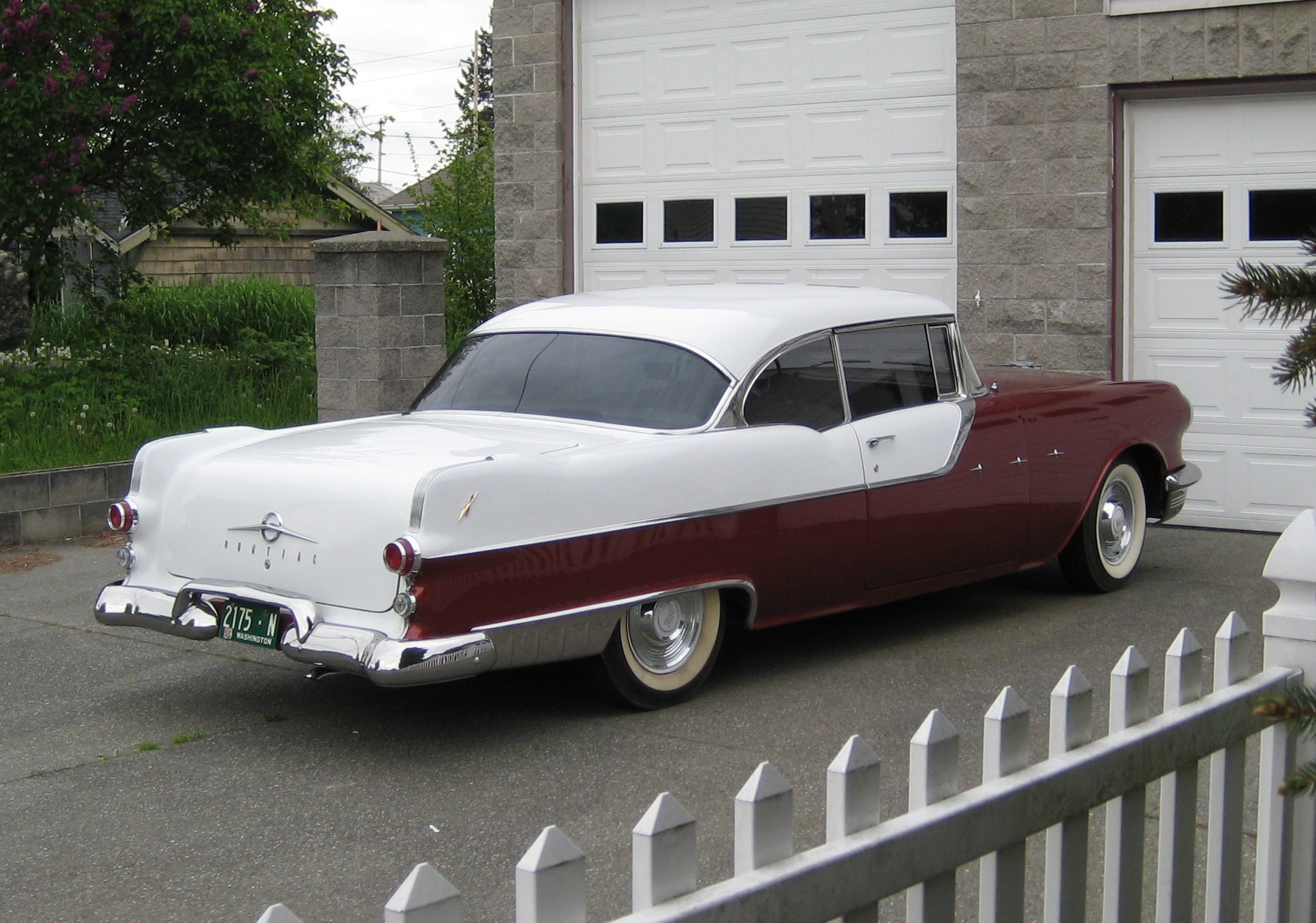
1955 Hardtop-Coupé
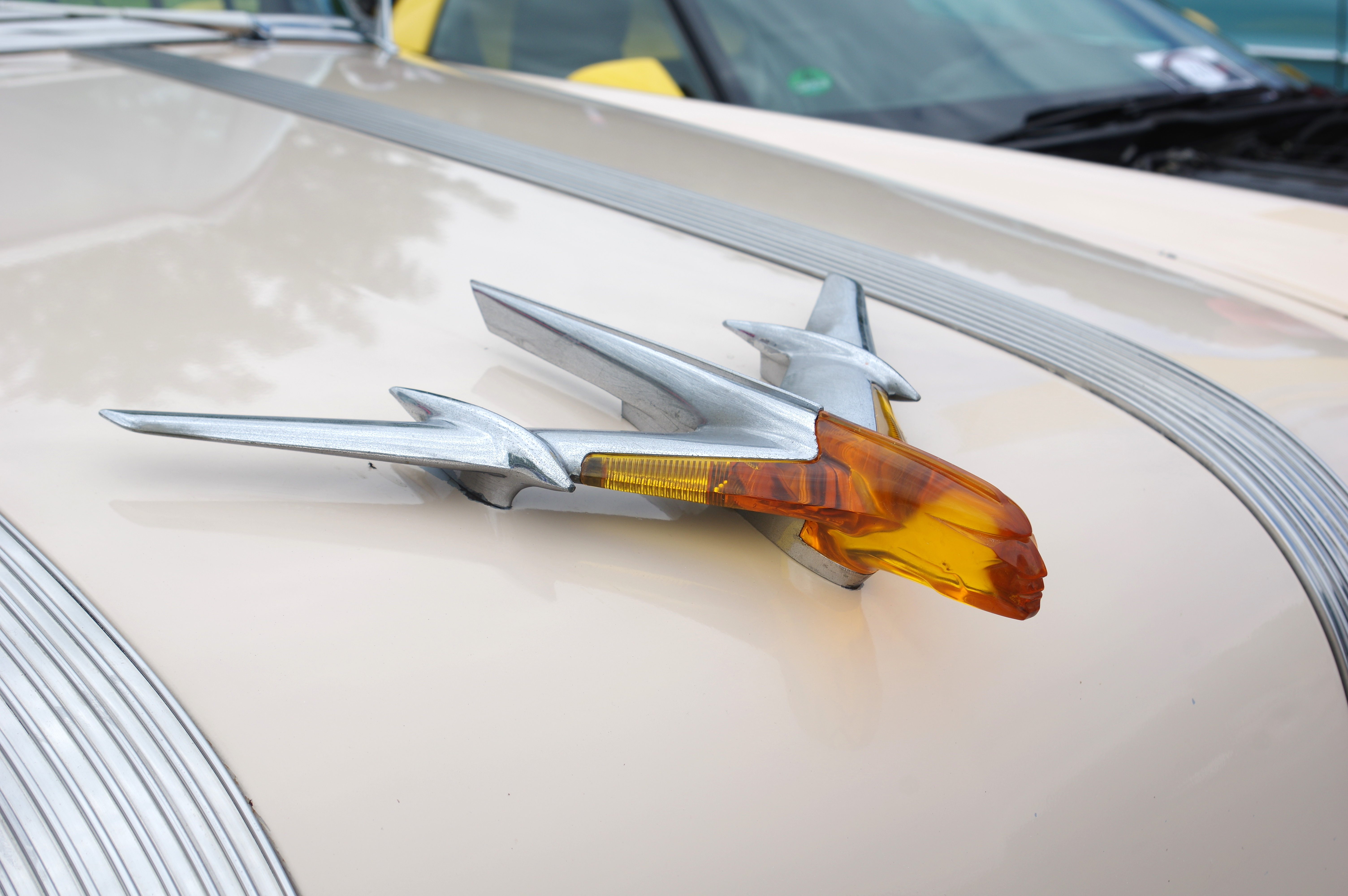
Haubenfigur
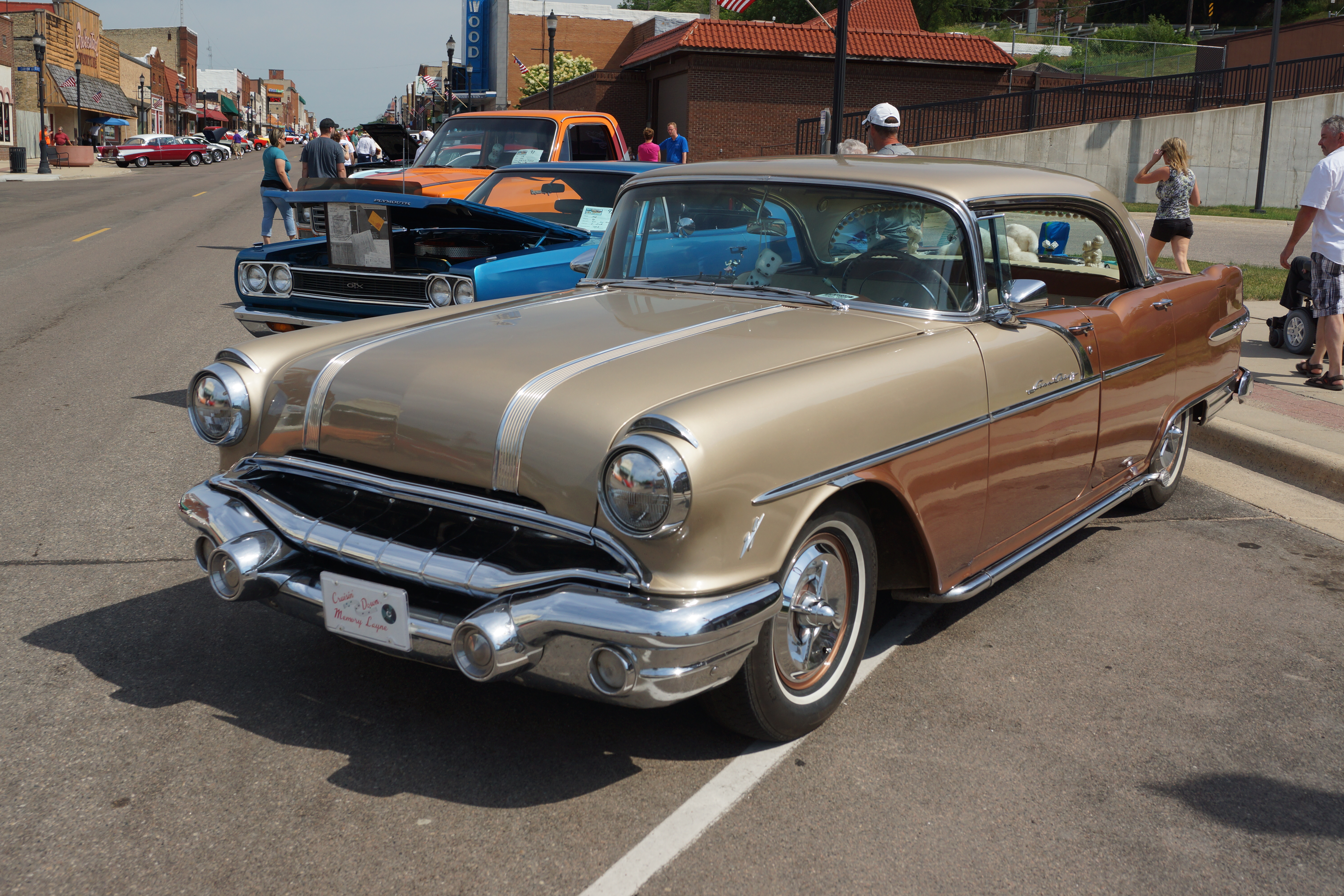
1956 Hardtop-Coupé
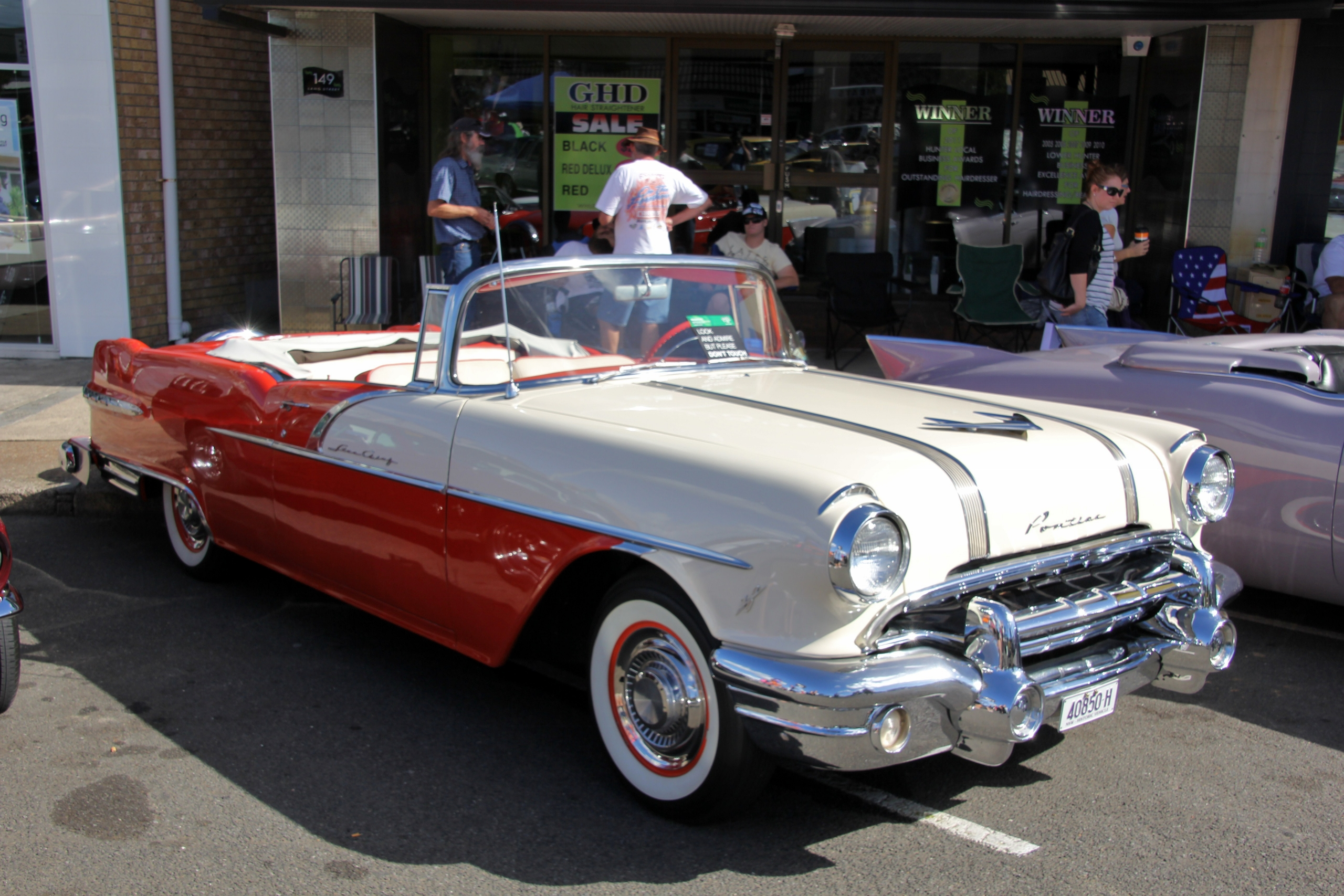
1956 Cabriolet
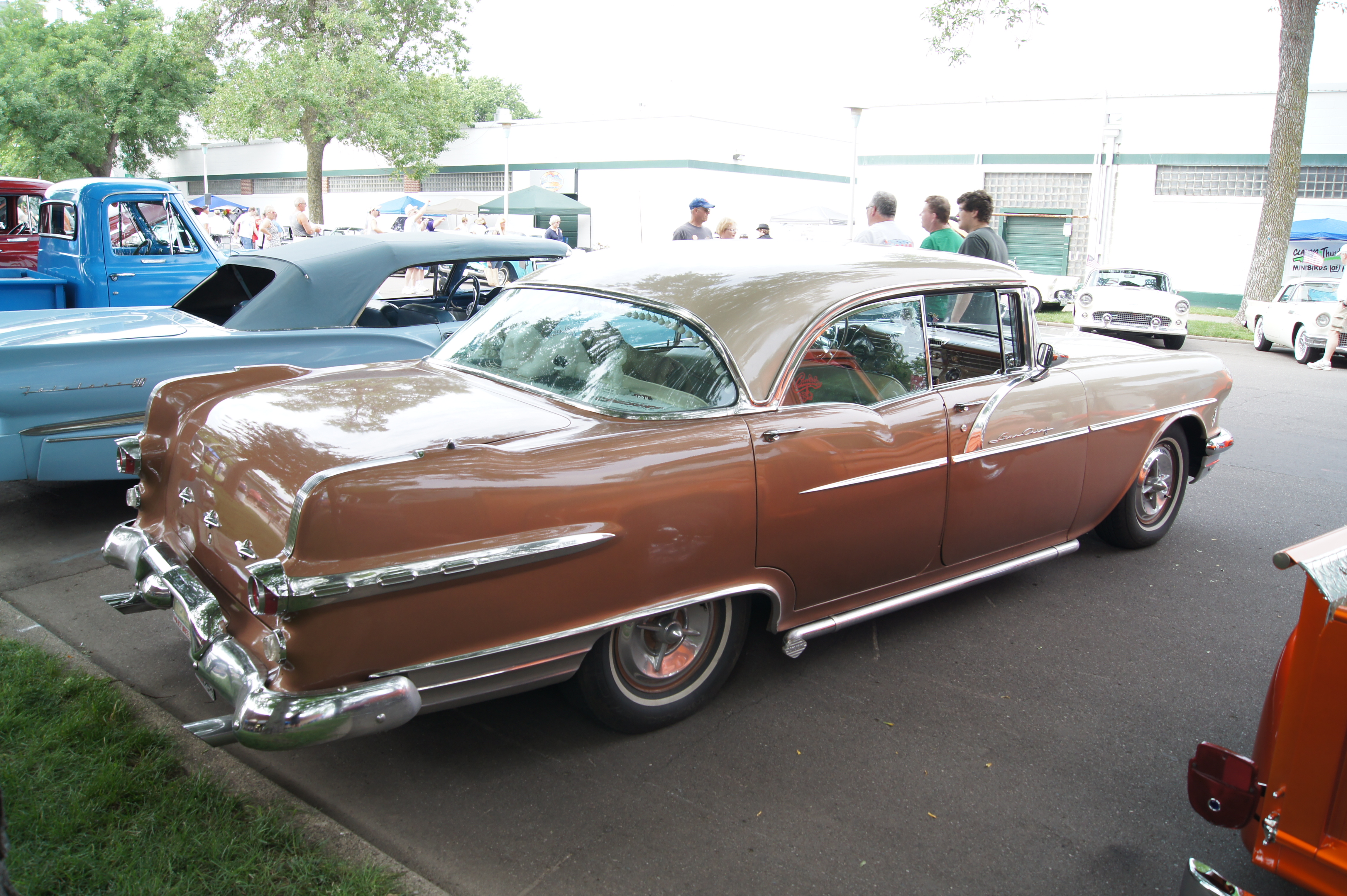
1956 Hardtop-Limousine
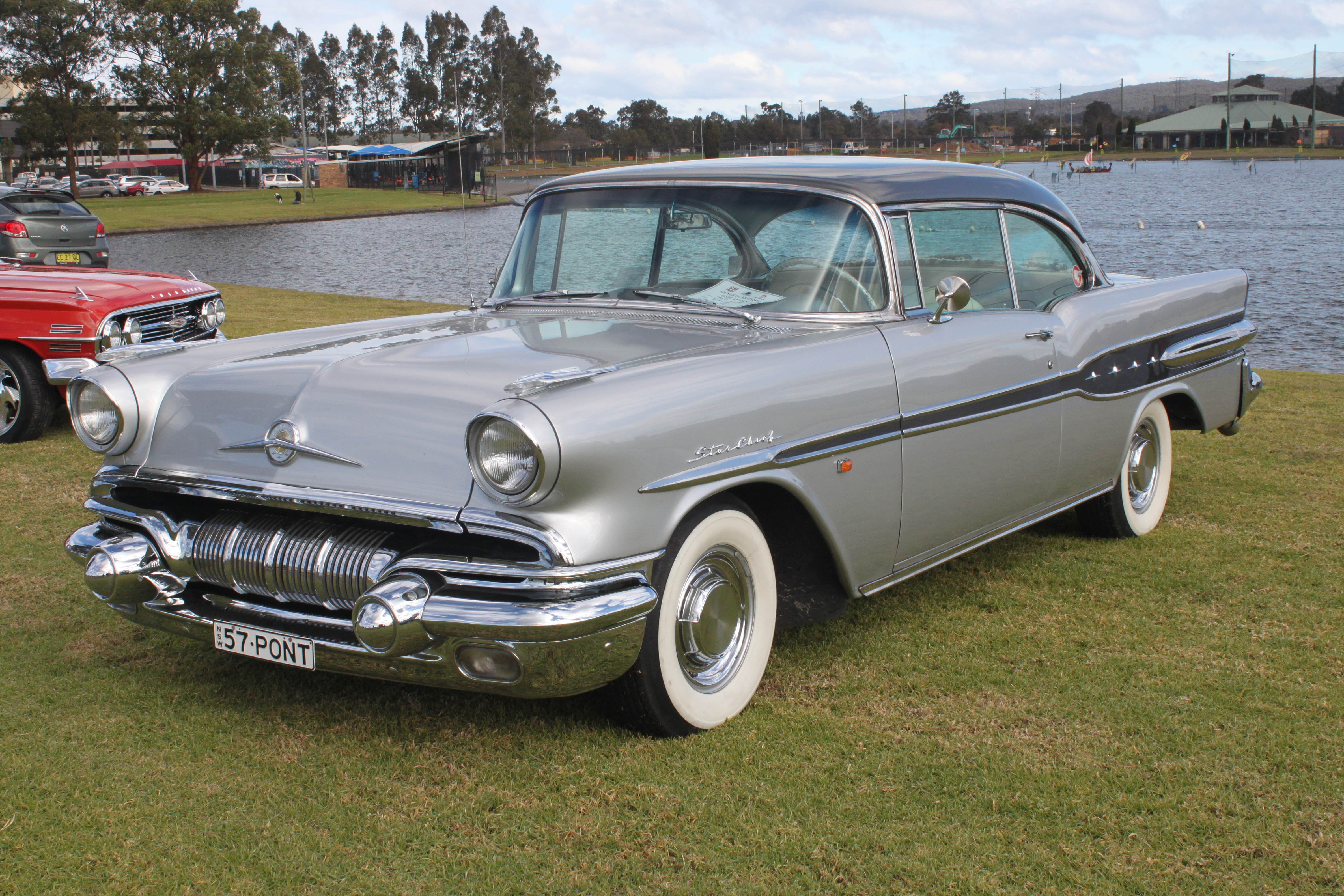
1957 Hardtop-Coupé
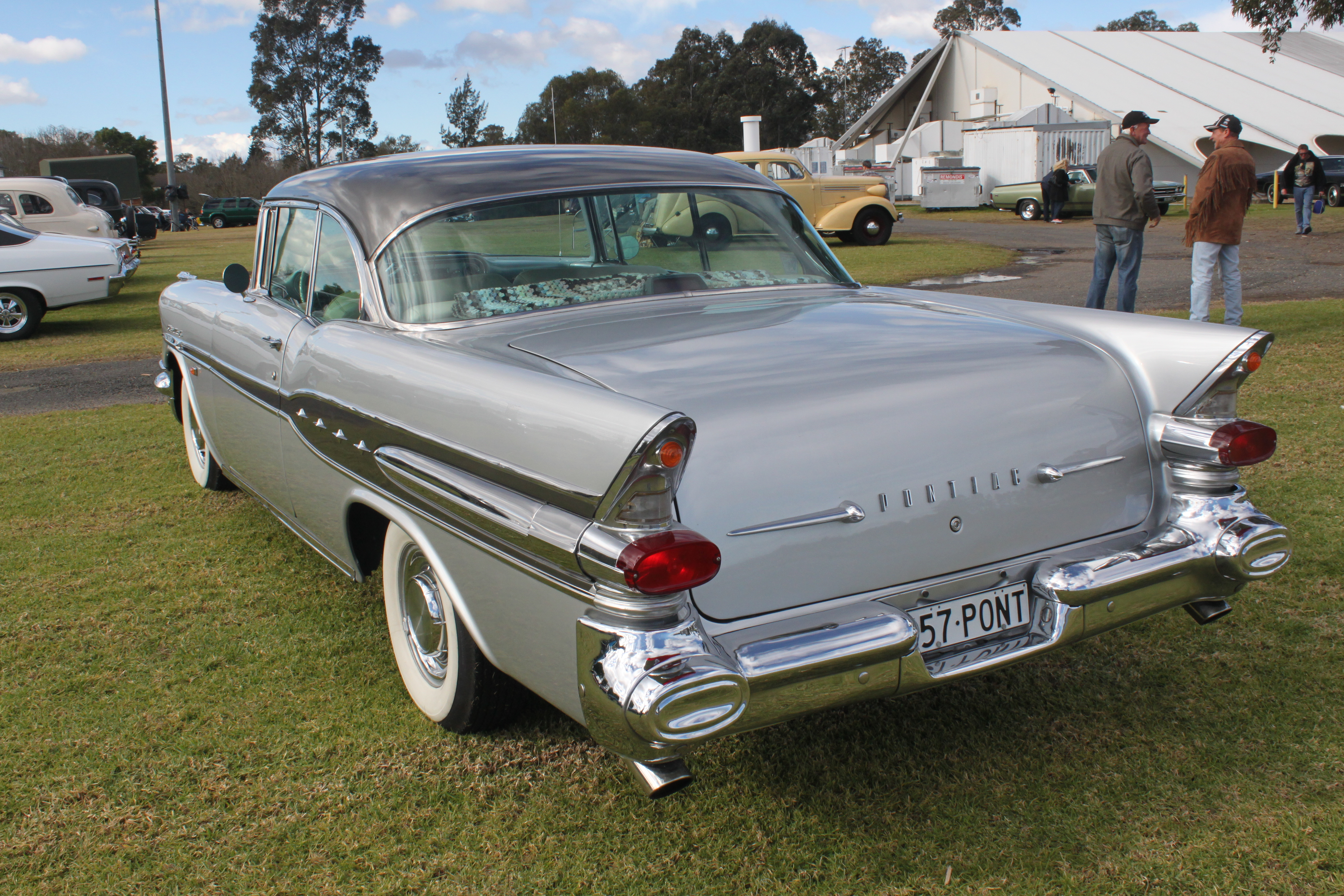
1957 Hardtop-Coupé

### 1958
1958 gab es ein komplett neues Styling, dennoch blieb das Modell nur ein Jahr im Programm. Das Fahrzeuge basierten nun auf der GM B-Plattform und war damit ein Schwestermodell zum Chevrolet Impala, dem Oldsmobile 88 und dem Buick Special. Der Wagen erhielt Doppelscheinwerfer, Panoramascheiben hinten und noch breitere Seitenstreifen im Bereich der Heckflossen. Die Karosserie war deutlich länger und niedriger. Sie verfügte über ein neues Wabengrill-Design. In den vorangegangenen Modelljahren trug die Front, wie bei allen anderen Fabrikaten und Modellen auch, Einzelscheinwerfer. Mit der Vorstellung des Eldorado Brougham führte Cadillac 1957 Doppelscheinwerfer ein, bei denen das Fahrlicht und das Fernlicht getrennt wurden, um eine bessere Ausleuchtung zu erhalten. Dafür musste jedoch das Zulassungsgesetz der USA geändert werden.
Der Bonneville als bestausgestatteter Pontiac wurde eine eigene Modellreihe und nur noch als zweitüriges Hardtop und zweitüriges Cabriolet erhältlich. Obwohl er nicht mehr Pontiacs Prestigemodell war, blieb der Star Chief ein gut ausgestattetes Auto und das beste viertürige Hardtop und Limousine der Marke. 1958 war auch das Jahr, in dem das „Silver Streak“-Stylingmerkmal nicht mehr angeboten wurde, das seit 1933 verwendet worden war.
Auch der V8-Motor wurde nochmals vergrößert und leistete nun 255 und 285 bhp (187,5–210 kW) bei einem Hubraum von 6063 cm3 (347 in3). Die Tri-Power-Variante leistete 300 bhp bei einem Aufpreis von rund 93 USD, für 500 USD gab es den Einspritzmotor mit 310 bhp.
Mit dem kurzen Radstand der Serie 27 gab es nur noch den 5-türigen Kombi als Custom Safari, mit dem langen der Serie 28 zwei Hardtop-Modelle mit zwei oder vier Türen und eine 4-türige Limousine als Super Deluxe. Es liefen rund 46.000 Star Chief vom Band.

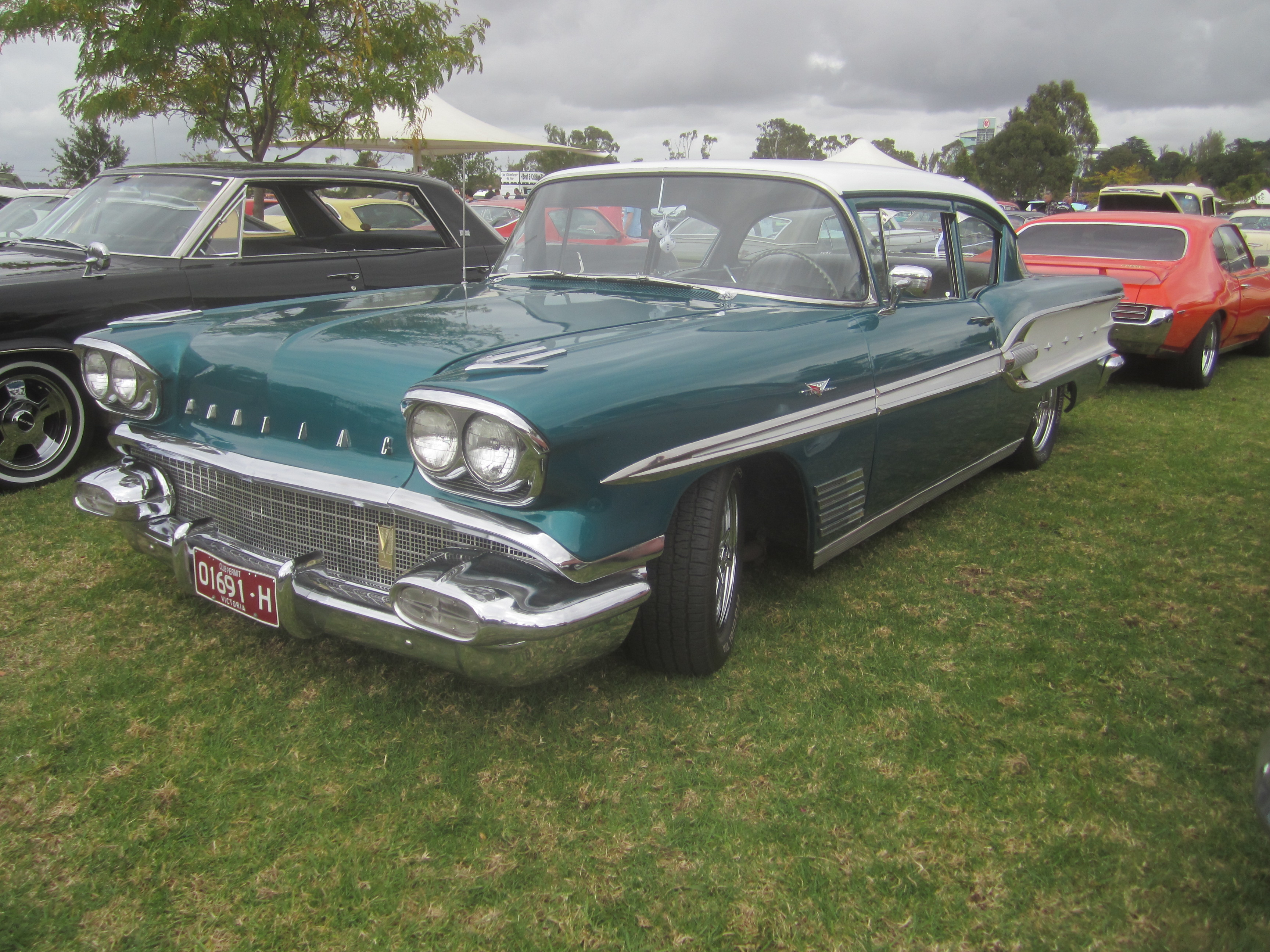
1958 Coupé Bonneville
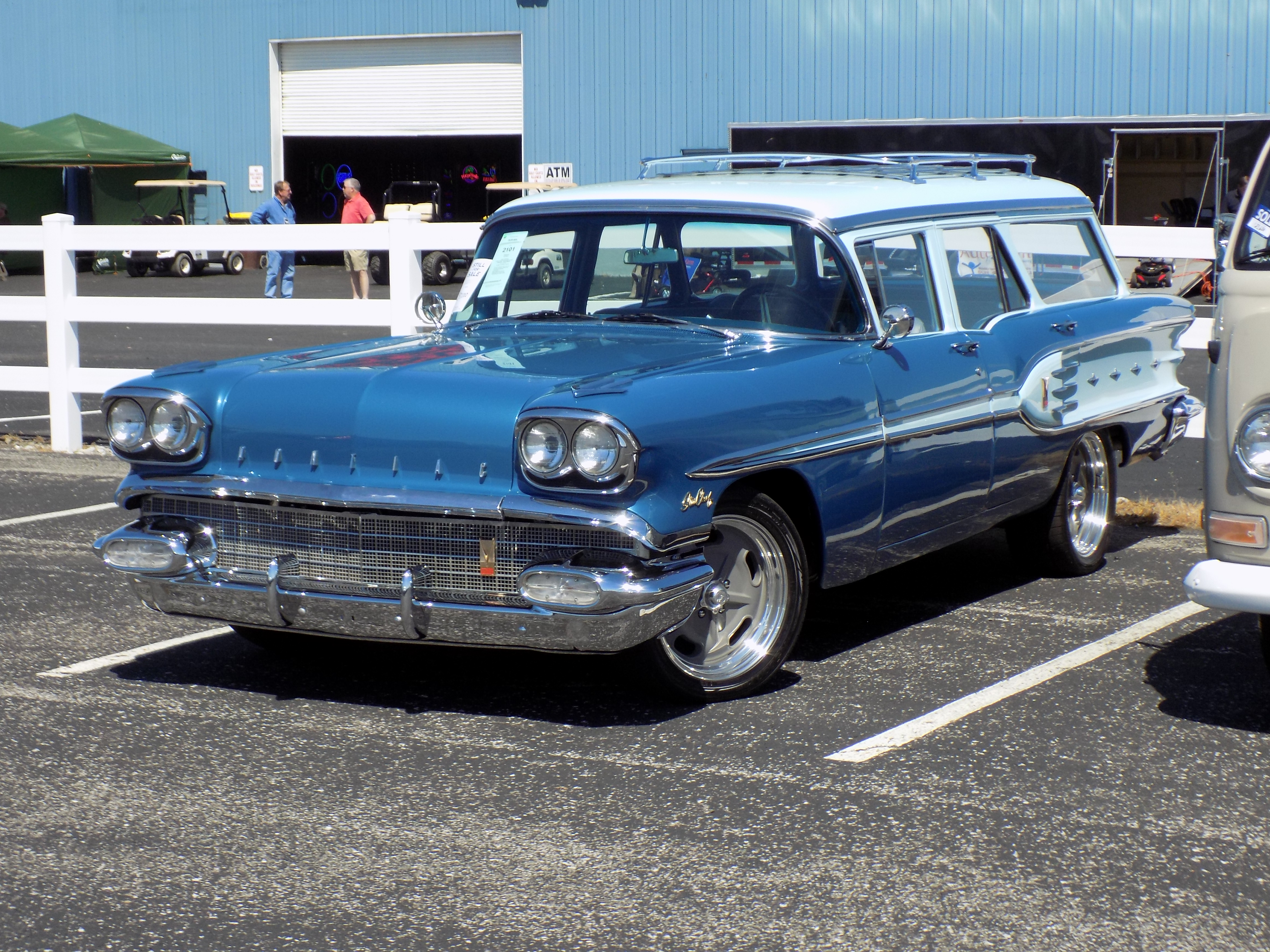
1958 Custom Safari

### 1959–1960

#### 1959
Die Seriennummer 28 gehörte nun dem Bonneville allein. Der Super Chief übernahm die Position des Star Chief und mutierte zum Custom Star Chief der Serie 24, um 1960 wieder zum Star Chief zu werden und behielt die Seriennummer 24.
Der Star Chief wurde erneut komplett überarbeitet. Die Modelle wurden flacher und länger mit einem größeren Innenraum. Das Haifischmaul verschwand zugunsten eines zweiteiligen Kühlergrills in Form langgezogener Hufeisen mit eingesetzten Doppelscheinwerfern. In der Mitte blieb ein lackierter Steg. Die wuchtigen Flossen verschwanden und bildeten sich zu kleinen Finnen zurück. Die Rückleuchten wandelten sich von zwei runden Lampen zu breiten Lichtbändern im Heckblech.
Der Star Chief war nur noch mit dem langen Radstand als 2- oder 4-türige Limousine und als 4-türiges Hardtop-Modell (mit dem Beinamen Vista) sowie als 4-türiger Kombi erhältlich. Die Preise reichten von 2934 bis 3532 USD. Im Jahr 1959 hatte der Star Chief einen Anteil von ca. 18 % der Pontiac-Verkäufe. Der 6375 cm3 (389 in3) große Motor leistete 245 bhp (180 kW) bei 4200 min−1 oder 280 bhp (206 kW) bei 4400 min−1. Es handelte sich dabei um den neuen für viele weitere Jahre beibehalten Pontiac-Standardmotor.
Vom 1959er Modell wurden 68.815 Custom Star Chief gebaut.

#### 1960
Im Jahr 1960 wurde der neue Ventura eingeführt, und der Star Chief wurde danach auf viertürige Limousinen und Hardtops beschränkt. Es gab wenige stilistische Veränderungen. Anstatt des zweiteiligen, hufeisenförmigen Grills gab es einen durchgehenden mit waagerechten Chromstreifen. Die Heckflossen wurden etwas kleiner und die Rückleuchten rückten näher an die Heckklappe. Der Star Chief war ähnlich ausgestattet und angetrieben wie die preiswertere, etwas kleinere Ventura-Serie. Es die 4-türige Limousine und das Vista-Hardtop sowie die 2-türige Sportlimousine. Den Kombi gab es nur noch beim Catalina und Bonneville.
Der Motor blieb in der Größe unverändert, leistete jetzt aber 215 und 283 bhp (158 bzw. 208 kW), der Tri-Power-Motor nun 318 bhp

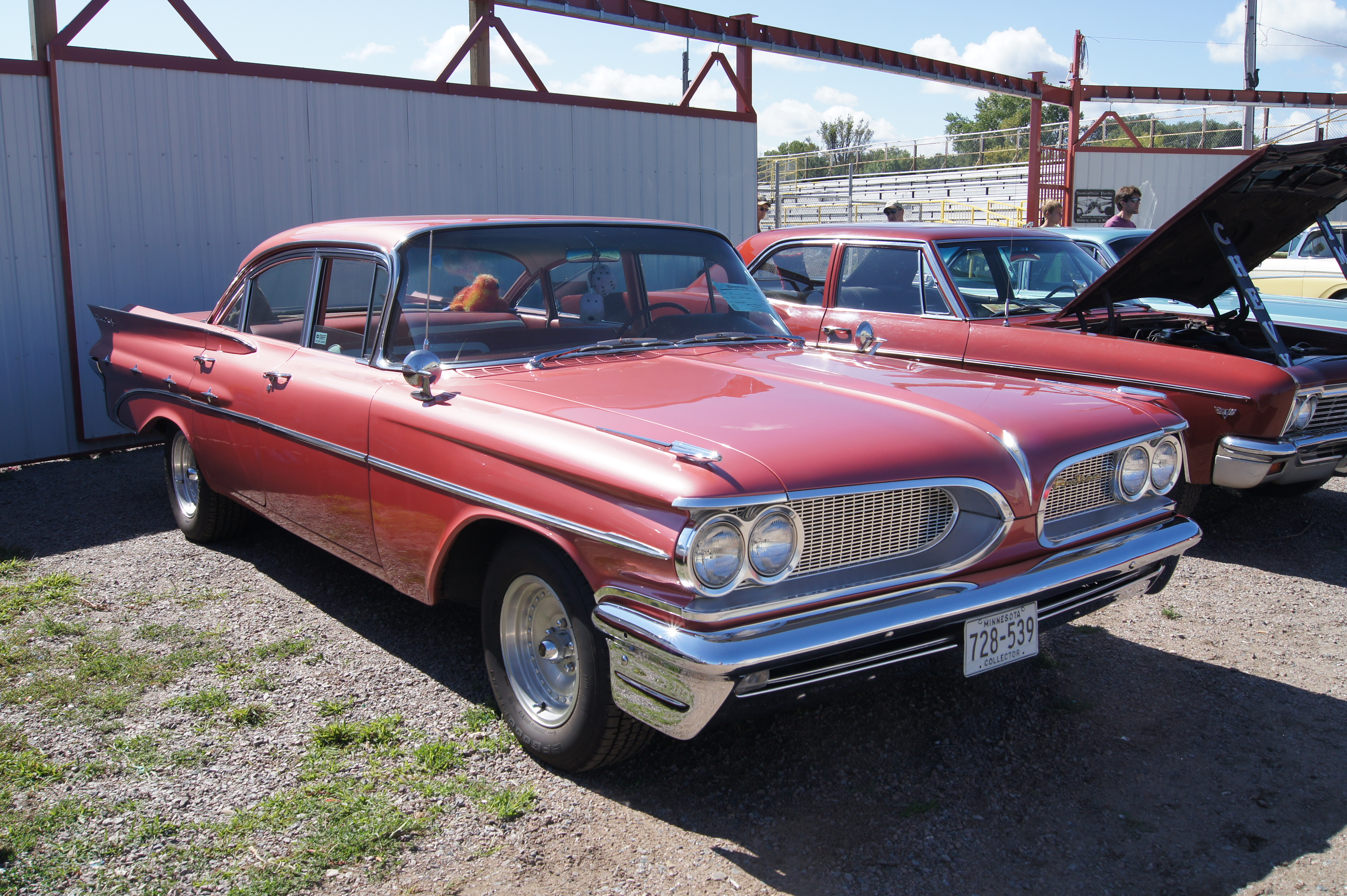
1959 Limousine
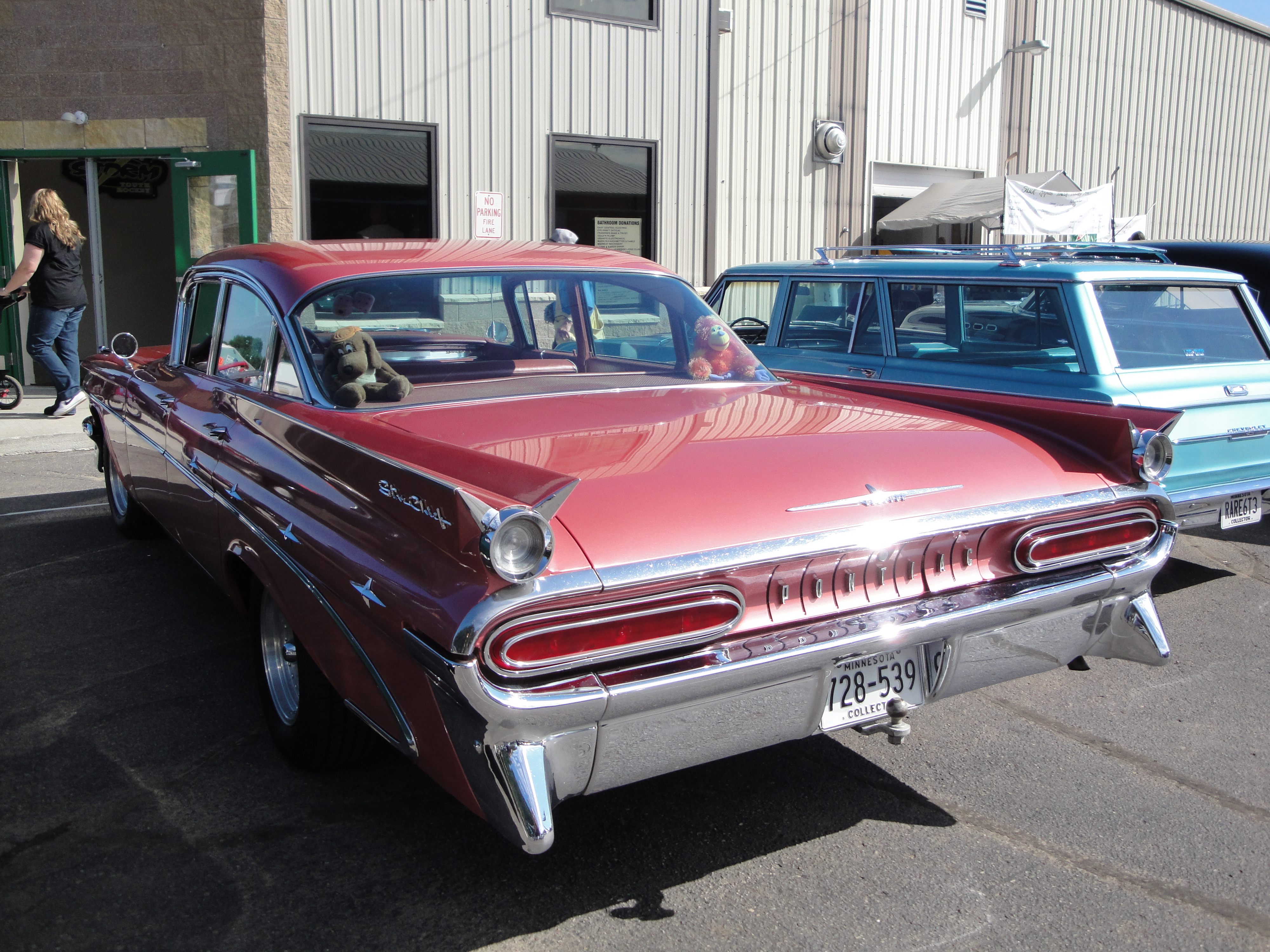
1959 Limousine
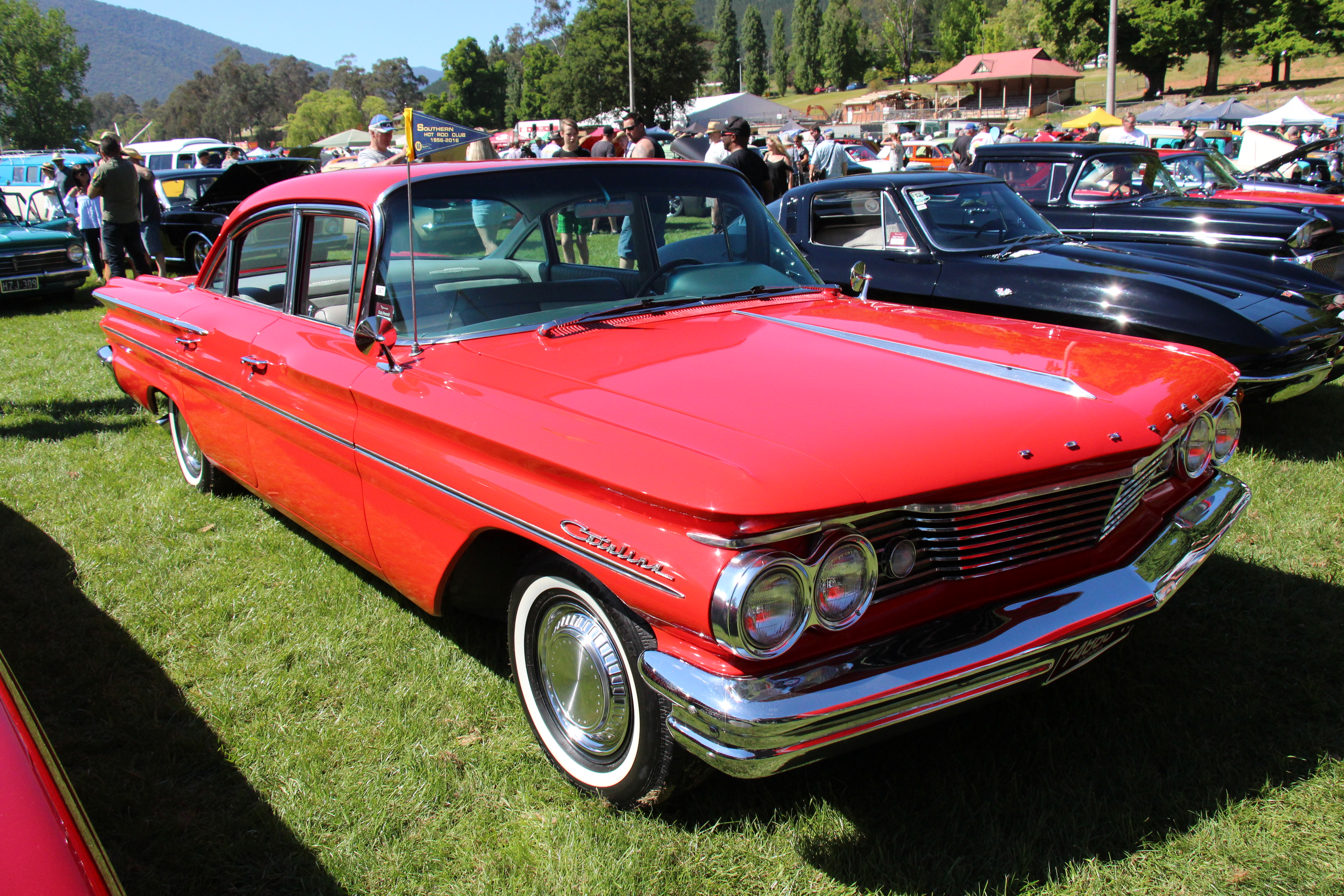
1960 Catalina Limousine
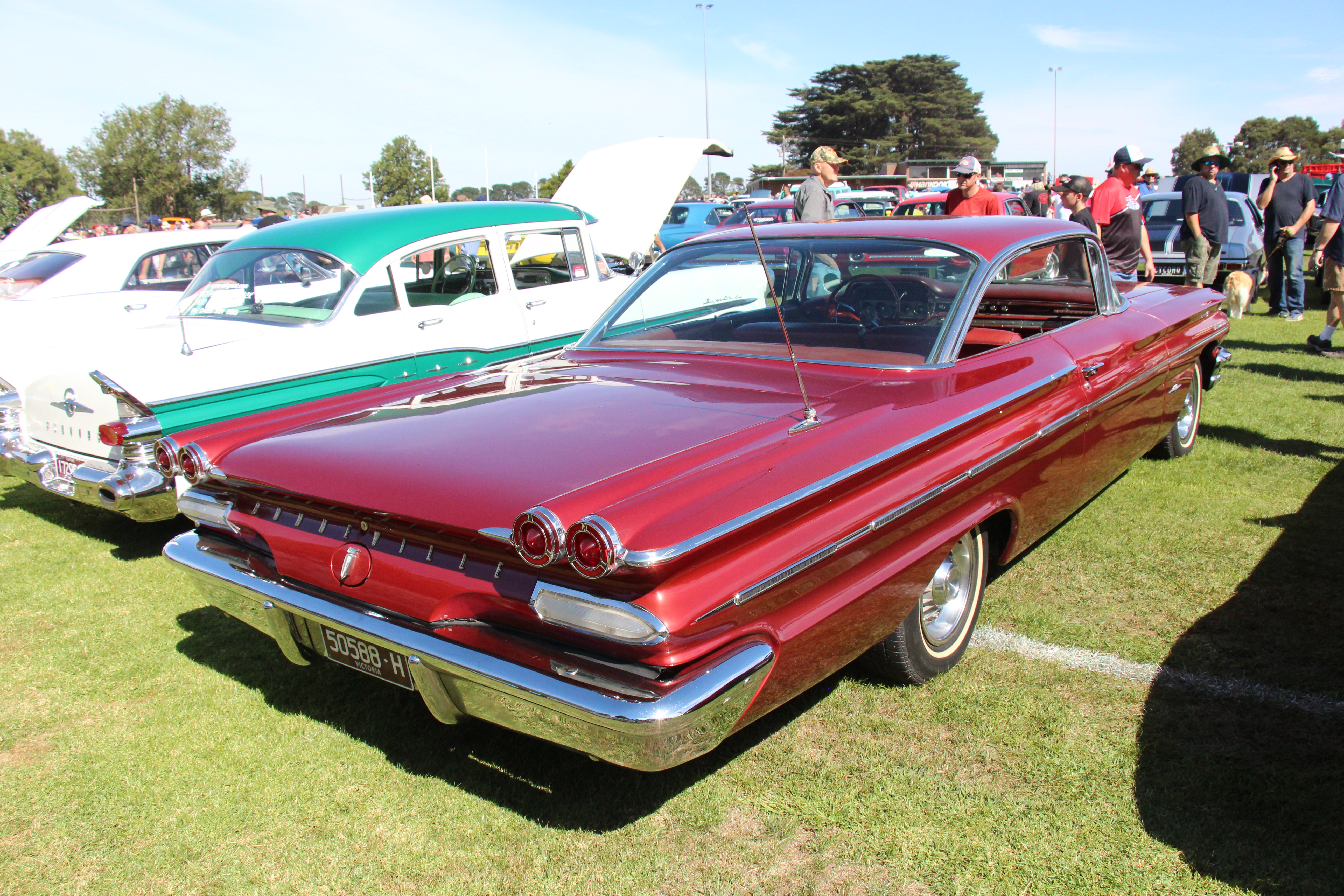
1960 Bonneville Hardtop

### 1961–1962

#### 1961
Die neue Generation erhielt eine umfangreiche Modellpflege aber keine gänzliche neue Konstruktion. Neu war das Perimeterrahmendesign, welches die Fahrzeuge schmaler und leichter machte. Der Kühlergrill erhielt einen V-förmigen, lackierten Steg in der Mitte, wie es bereits das 1959er Modell hatte. Der Radstand wurde um rund 25 mm (1") verkürzt und die 2-türige Limousine fiel weg. Der Motor blieb unverändert. Die neue Baureihe erhielt die Modellnummer 26 von der insgesamt rund 27.000 Fahrzeuge gebaut wurden. Der Standard-V8 mit 6375 cm3 (389 in3) Hubraum leistete 215 bhp bei 3600 min−1 oder 267 bhp mit der 231 USD kostenden Hydra-Matic. Als Extra waren auch Versionen mit 230 oder 283 bhp verfügbar. Die Klimaanlage kostete 430 USD extra, Bremskraftverstärker 43 USD und elektrische Fensterheber 104 USD.

#### 1962
Es gab nur wenige kosmetische Änderungen, wie z. B. der Scheinwerfer und des Frontgrills. Wie bei den anderen Pontiac-Serien wurde das 4-türige Hardtop als Star Chief Vista bezeichnet. Bonneville-Rückleuchten und die drei Chromsterne auf jeder Seite unterschieden den Wagen weiterhin vom Catalina. Es gab keine Kombi-Version.
Die mit manuellem Getriebe ausgestatteten Fahrzeuge hatten weiterhin einen V8 mit 215 bhp, während bei der Hydra-Matic nun der 283 bhp starke Motor Serie war.
Pontiac bot einen 7-Liter-Super Duty V8 (421 in3) mit zwei Vierfach-Vergasern und einer Leistung von 405 bhp als Option für 2250 US-Dollar für den Catalina an (während der Basis-Star Chief mit 3097 US-Dollar gelistet war). Der Motor durfte aber nur bei Rennen und nicht im öffentlichen Straßenverkehr verwendet werden.
Insgesamt verließen gut 41.000 Star Chief die Werke.

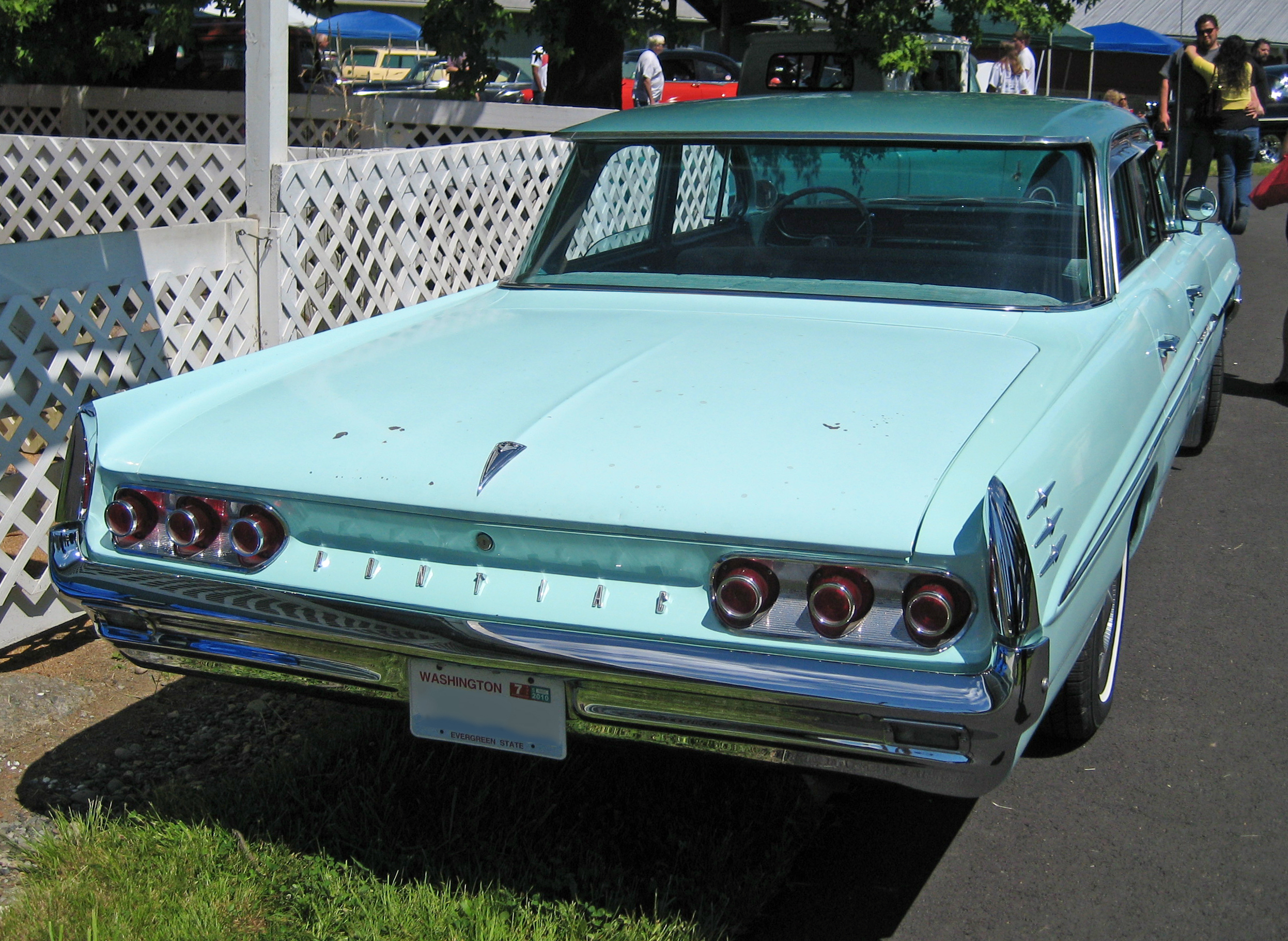
1961 Vista Hardtop
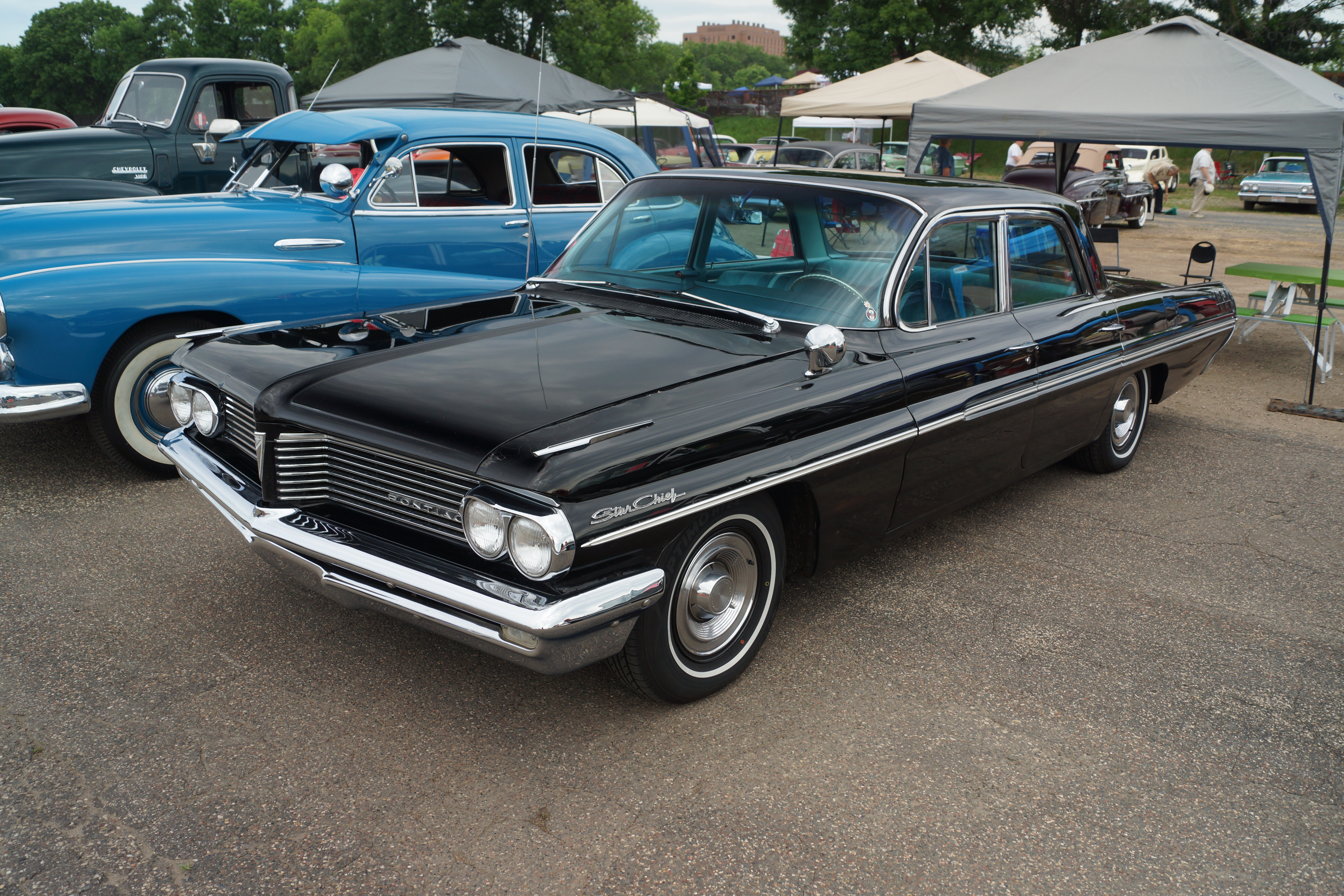
1962

### 1963–1964

#### 1963
Für das Modelljahr stand wieder eine größere Überarbeitung an. Die Karosserien wurde gerader, Falten und Sicken der Seiten und auf den Hauen gab es nicht mehr. Die bisher nebeneinander liegenden Doppelscheinwerfer wurden durch übereinander liegende Exemplare ersetzt. Die A-Säule hatte keinen Knick mehr und wurde gerade Richtung Motorhaube geführt, womit die Panoramawindschutzscheiben der Vergangenheit angehörten. Die Heckflossen verschwanden fast gänzlich und trugen vertikale Rücklichter, deren Gehäuse sich in Stoßfängerhörnern fortsetzte. Auch legten die Fahrzeuge nochmals etwas in der Länge zu. Die Ausstattung enthielt den gleichen Umfang wie der Catalina und wurde um mehr Chromzierat, einer besseren Polsterung und Scheibenwischer mit zwei Geschwindigkeiten ergänzt.
Der Preis sank um einen Dollar. Es wurden gut 45.000 Fahrzeuge verkauft.

#### 1964
Die Änderungen waren wieder nur kosmetischer Art. Der Mittelsteg im Kühlergrill wurde spitzer und die unteren Doppelscheinwerfer wurden vom vorderen Stoßfänger umfasst. Die Karosserie wirkte kürzer, war aber dennoch gut einen Zoll länger. Die Serienleistung des kleinsten V8 stieg auf 235 bhp für den Handschalter. Wahlweise waren Leistungen bis 370 bhp möglich. Vom 1964er Modell wurden nur rund 37.000 Einheiten gebaut.

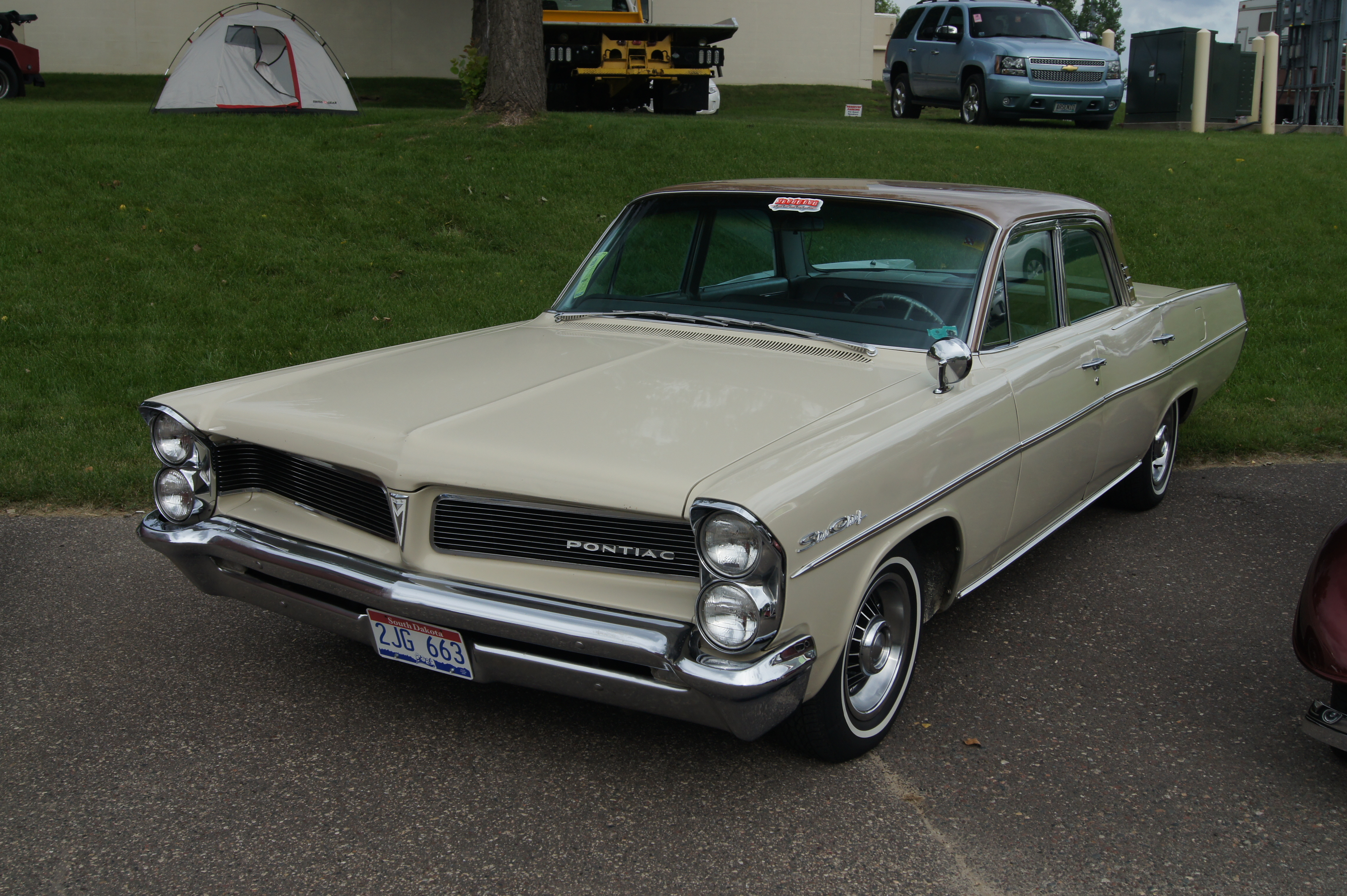
1963 Limousine
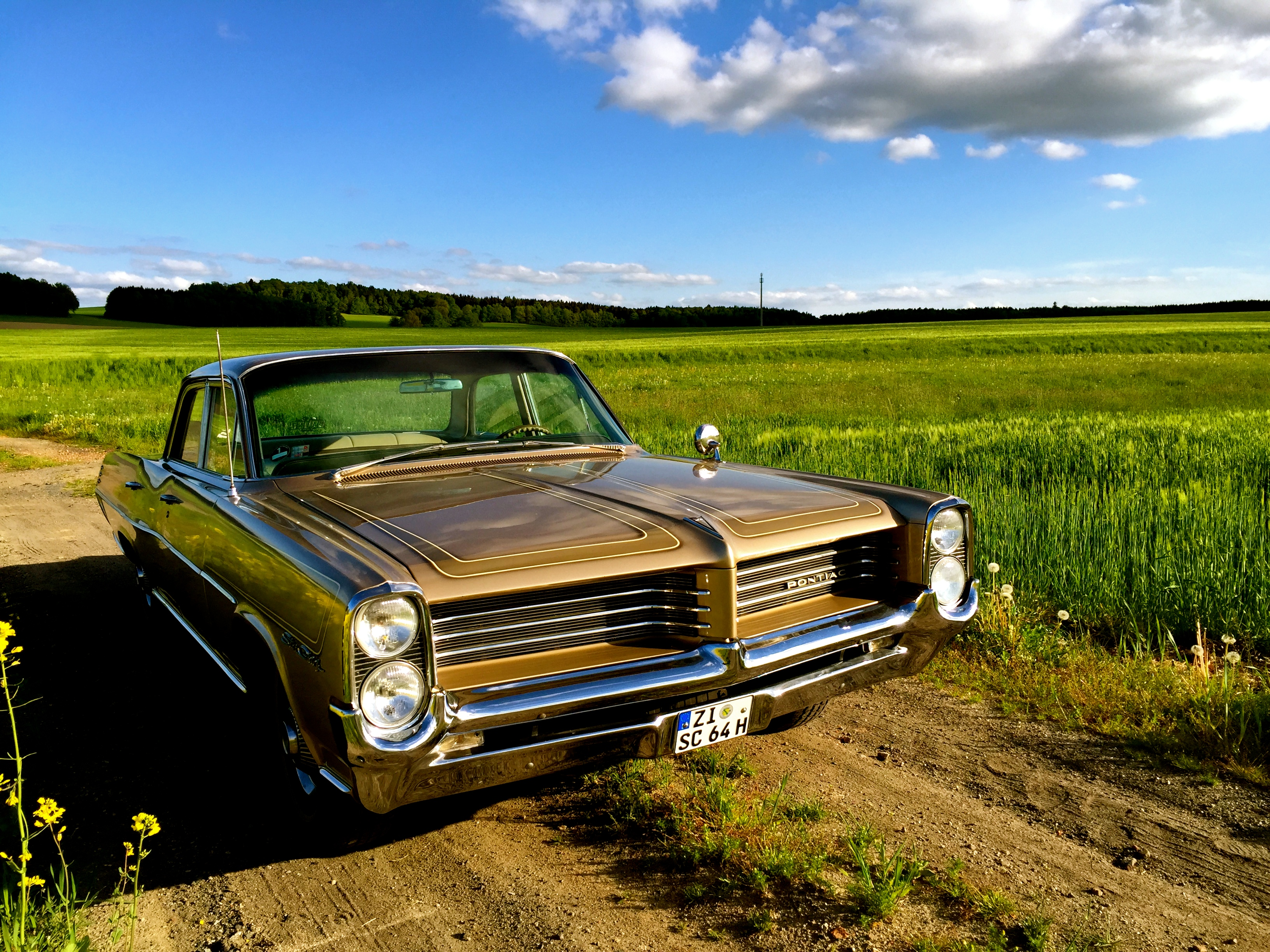
1964 Limousine
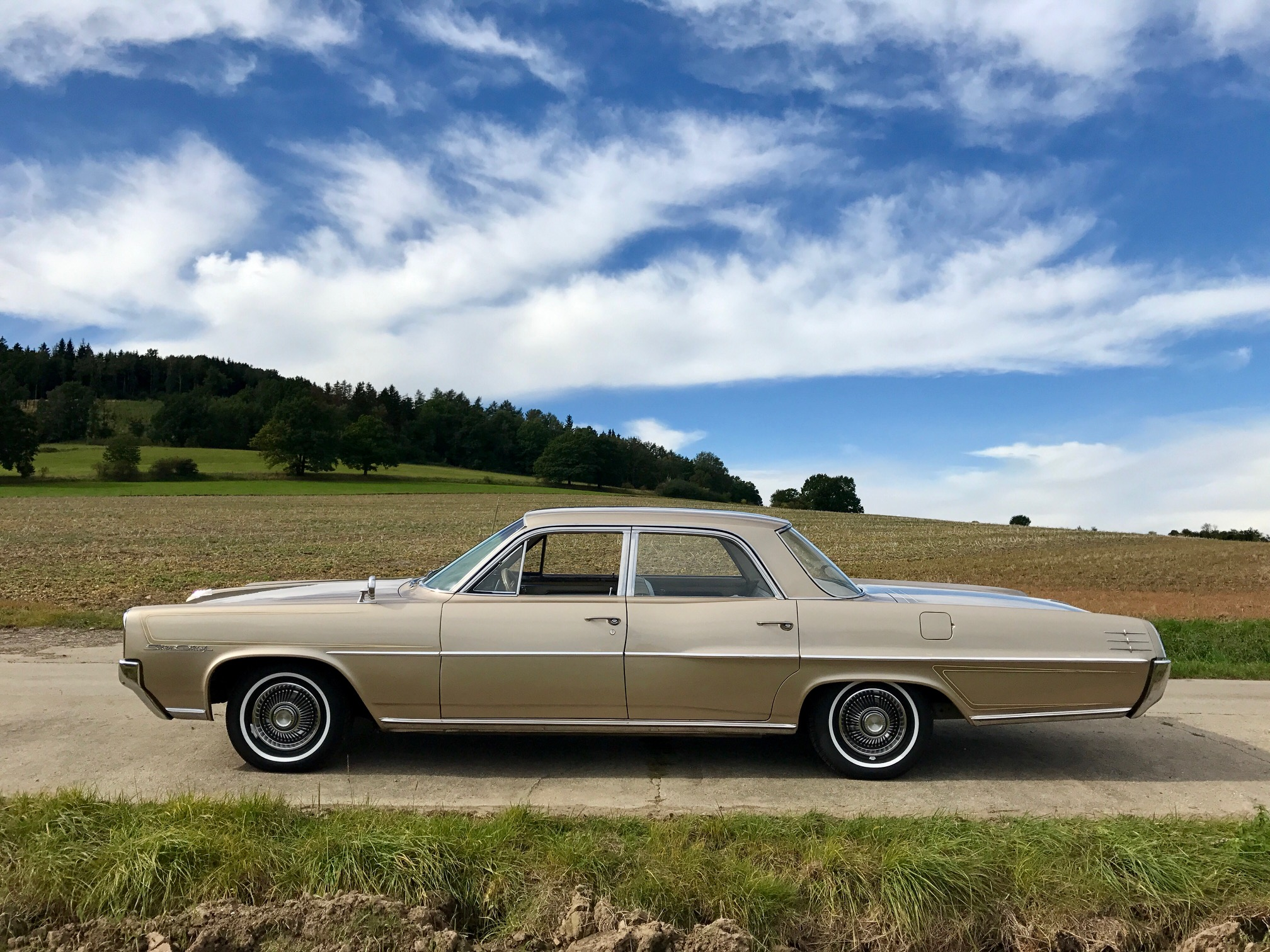
1964 Limousine

### 1965–1966

#### 1965
Die Überarbeitung 1965 beschränkte sich nicht nur auf die Vergrößerung des Radstandes um 25,4 mm (1") auf den alten Wert von 3150 mm, sondern formte die Karosserie in der modernen Coke-Bottle-Linie. Der unverändert 6375 cm3 große Motor leistete 256 bzw. 290 bhp (188–213 kW) bei 4600 min−1. Optional war der Motor mit 325 bhp bestellbar oder der sieben Liter mit bis zu 376 bhp. Die Modellnummer lautete nun 256 von der nur noch gut 30.000 Modelle für 3042 USD einen Käufer fanden.

#### 1966
Für 1966 wurde das Auto in Star Chief Executive umbenannt, als erster Schritt zur Abschaffung des Namens, der Mitte der 1960er Jahre veraltet war. Im letzten Produktionsjahr gab es kaum stilistische Veränderungen. Als drittes Modell kam jedoch ein 2-türiges Hardtop-Coupé dazu und die gesamte Baureihe erhielt den Beinamen Executive. Es wurden noch einmal rund 45.000 Star Chief Executive hergestellt.
1967 wurde die Baureihe durch den Pontiac Executive abgelöst. Insgesamt sind in 13 Jahren rund 850.000 Star Chief entstanden.

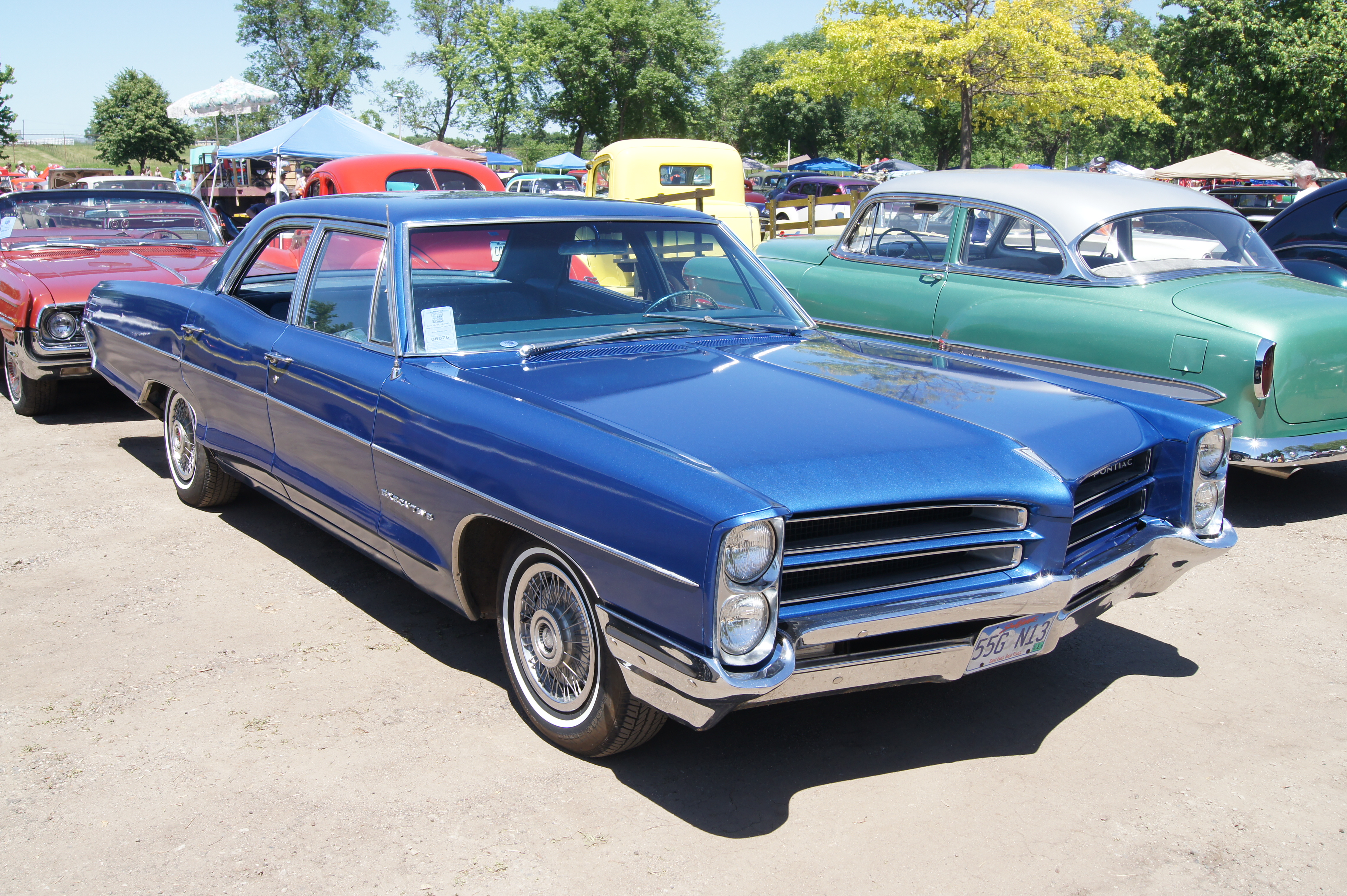
1966 Executive
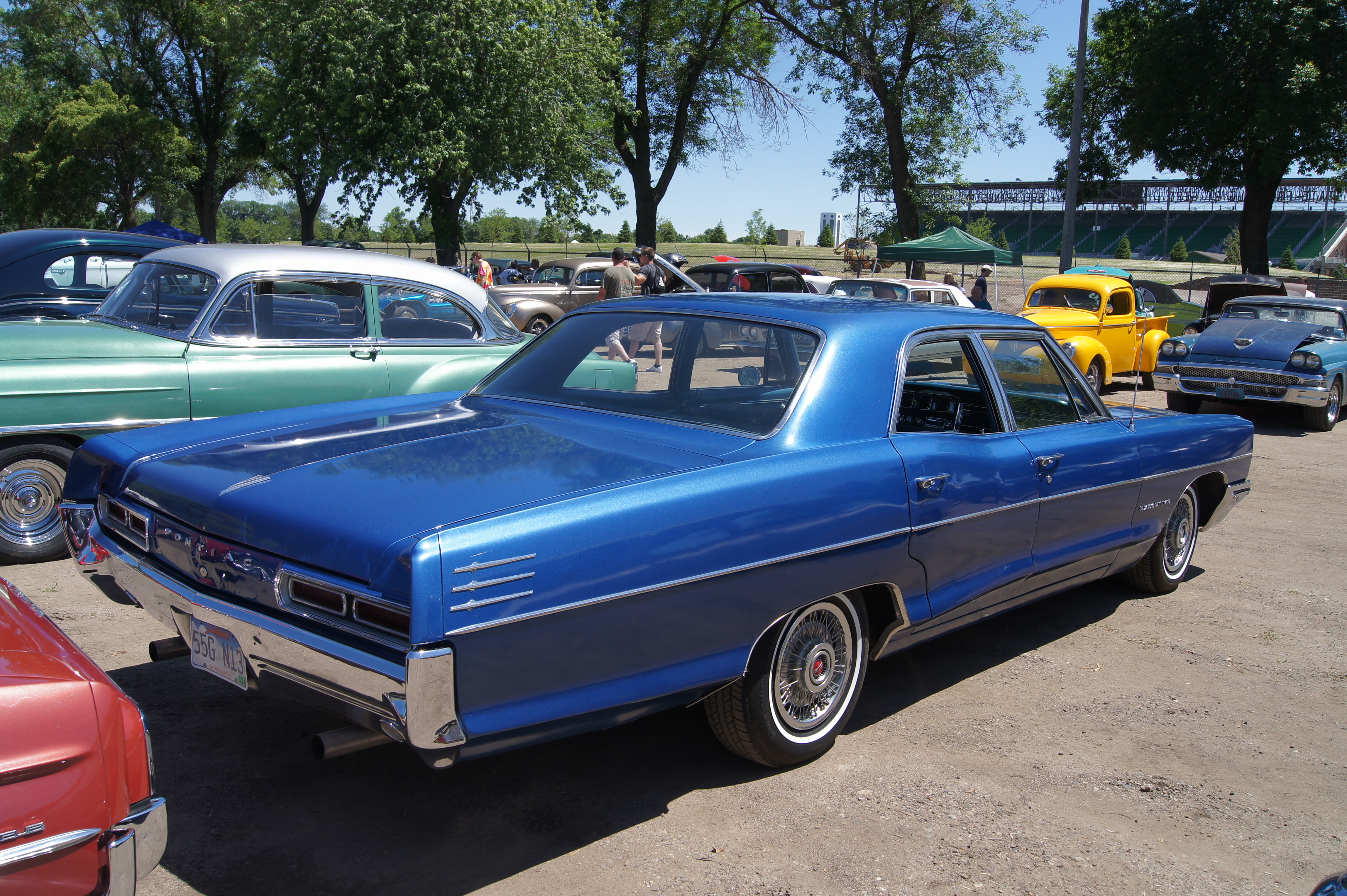
1966 Executive